# Câmpia Ialomiței
Câmpia Ialomiței  (denumiă și Câmpia Bucureștilor ), parte din Câmpia Română, este străbătută de râurile Argeș, Dâmbovița și Ialomița și cuprinde cele trei tipuri genetice de câmpie:
- câmpii piemontane, înalte: Câmpia Ploieștilor, Câmpia Târgoviștei, Câmpia Istriței
- câmpii tabulare, orizontale: Câmpia Vlăsiei (cunoscută prin întinderile de păduri din trecut) cuprinde partea sudică a Câmpiei Ialomiței și are o poziție centrală în Câmpia Română,
- câmpii de subsidență, joase: Câmpia Titu, Câmpia Gherghiței (Sărata)

## În literatură
Singură câmpia Ialomiței s-așterne tăcută, netedă, uscată — vast ostrov însetat, în mijlocul atâtor ape ce-mpodobesc pământul României. Doarme sub șuierul vânturilor deșertul larg, nemărginit al Bărăganului. De mii de ani visează râuri limpezi și lacuri sclipitoare: în zilele senine de vară visu-i se răsfrânge-n undele aerului și-ngână peste lanurile și bălăriile uscate ale pustiului acele ape vrăjite, amăgitoare ale „mirajelor”, așa de frumos numite de popor „apa morților”. (Alexandru Vlahuță, Din trecutul nostru , Atelierele Grafice Socec & Company, Societate Anonimă, 1908 - 348 pagini, reeditat de Grup Editorial Litera,  2016 - 304 pagini)